# Clay Higgins
Glen Clay Higgins, född 24 augusti 1961 i New Orleans i Louisiana, är en amerikansk republikansk politiker. Han är ledamot av USA:s representanthus sedan 2017.
Under sin karriär som polis fick Higgins smeknamnet "The Cajun John Wayne" efter att ha uppträtt i videor vilka fick stor uppmärksamhet i sociala medier.
Higgins efterträdde 2017 Charles Boustany som kongressledamot efter att ha besegrat Scott Angelle i kongressvalet 2016.
Higgins har varit gift fyra gånger. Higgins gifte sig med Eloisa Rovati. De fick en dotter tillsammans, som dog några månader efter att hon föddes. Higgins och Rovati skilde sig. Hon dog senare i en bilolycka. Higgins gifte sig sedan med Rosemary "Stormy" Rothkamm-Hambrice. Han adopterade hennes barn från ett tidigare äktenskap, och de fick ytterligare två barn tillsammans. De skilde sig 1999. Higgins tredje fru var Kara Seymour. De skilde sig också och Higgins bor i Port Barre, Louisiana, med sin fjärde fru, Becca.